# Diocese de Norwich
A Diocese de Norwich (Dioecesis Norvicensis) é uma circunscrição eclesiástica da Igreja Católica sediada em Norwich, localizada no estado norte-americano de Connecticut. Abrange os seguintes condados de Connecticut: Middlesex, New London, Windhan e Tolland. Sob sua jurisdição, se encontra também a Fishers Island, no condado nova-iorquino de Suffolk. Foi erigida em 6 de agosto de 1953 pelo Papa Pio XII, é sufragânea da Arquidiocese de Hartford. Seu atual bispo é Richard Francis Reidy e sua sé episcopal é a Catedral de São Patrício.

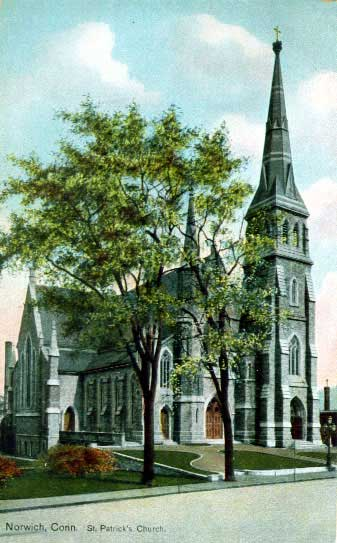
Catedral de São Patrício em Norwich, em um cartão-postal de 1909.

Possui 76 paróquias assistidas por 150 sacerdotes e cerca de 34,1% da população jurisdicionada é batizada.

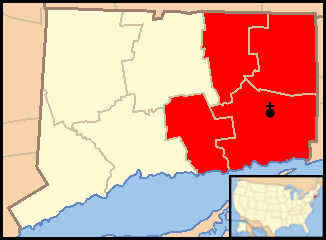
Área territorial da Diocese de Norwich.

## Prelados
|                          | Nome                    | Período   | Notas                      |        |
| Bispos                   | Bispos                  | Bispos    | Bispos                     | Bispos |
| ------------------------ | ----------------------- | --------- | -------------------------- | ------ |
| 6º                       | Richard Francis Reidy   | 2025-     | Atual                      |        |
| 5º                       | Michael Richard Cote    | 2003–2024 | Bispo emérito              |        |
| 4º                       | Daniel Anthony Hart     | 1995–2003 |                            |        |
| 3°                       | Daniel Patrick Reilly   | 1975–1994 | Nomeado Bispo de Worcester |        |
| 2º                       | Vincent Joseph Hines    | 1959–1975 |                            |        |
| 1º                       | Bernard Joseph Flanagan | 1953–1959 | Nomeado Bispo de Worcester |        |
| Administrador apostólico |                         |           |                            |        |
|                          | Christopher James Coyne | 2024-2025 | Arcebispo de Hartford      |        |